# Regenttitel
En regenttitel är en titel som innehas av en monark under sin regeringstid. Monarker kan ha olika titlar, såsom kung eller drottning, prins eller prinsessa, kejsare eller kejsarinna, eller till och med hertig, storhertig eller hertiginna. Många monarker kännetecknas också av tilltalsformer, såsom "Majestät", "Kunglig höghet" eller "Av Guds nåd".